# Ulf Schmidt (Dramatiker)

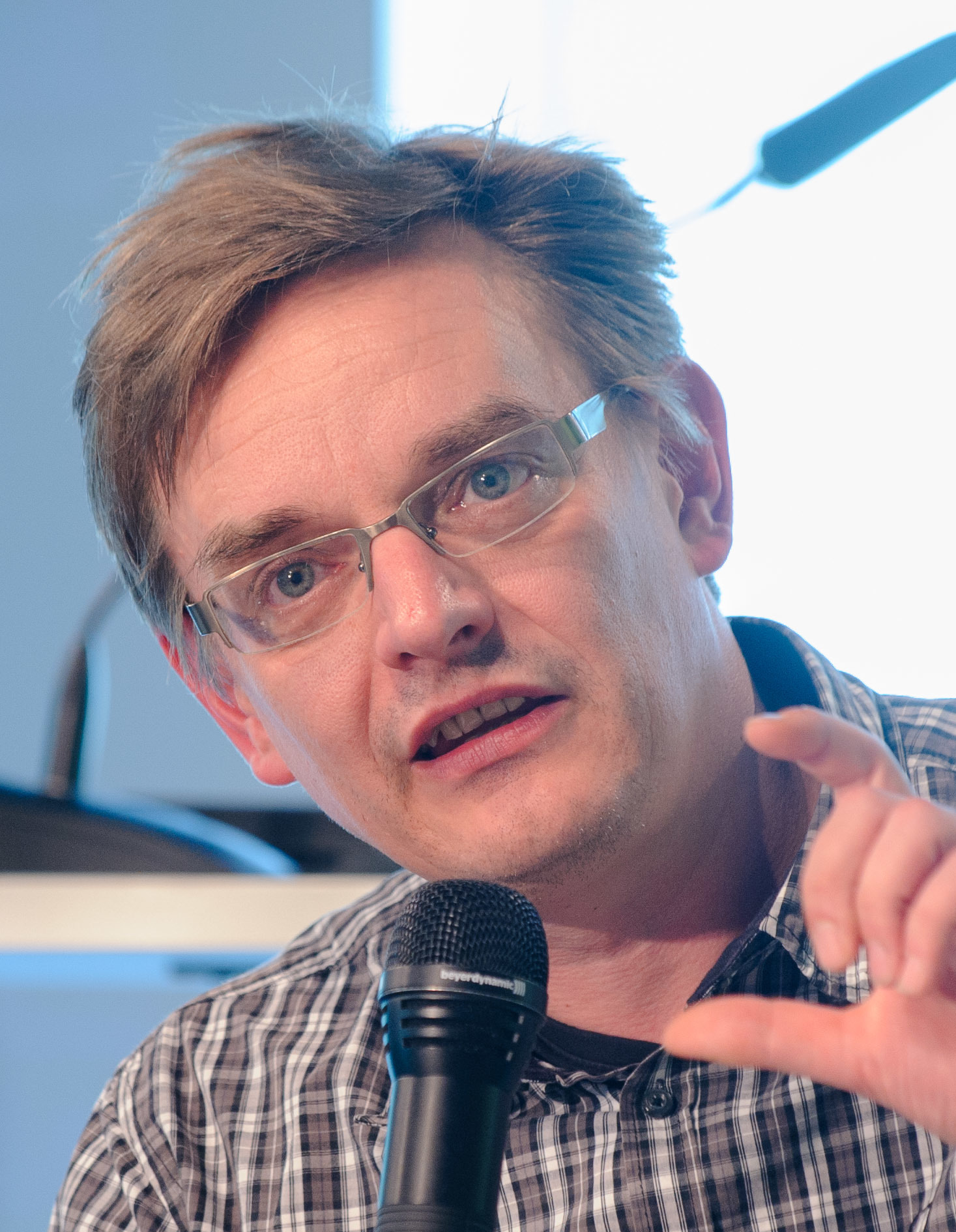
Ulf Schmidt, 2013

Ulf Schmidt  (* 1966 in Braunschweig) ist ein deutscher Theaterautor, Theaterwissenschaftler, Blogger und Dramaturg. Zentrale Themen seiner Schreibarbeit sind die gesellschaftlichen Auswirkungen der Digitalisierung sowie die Ökonomisierung der Gesellschaft.

## Leben
Ulf Schmidt studierte Theaterwissenschaft, Germanistik und Philosophie in München, Paris und Frankfurt am Main. Während des Studiums arbeitete er nebenberuflich, anschließend mehrere Jahre hauptberuflich als Rettungsassistent in Frankfurt, war dort auch im Betriebsrat aktiv.
Ab 1998 arbeitete er an einer Dissertation mit dem Titel Platons Schauspiel der Ideen. Das „geistige Auge“ im Medien-Streit zwischen Schrift und Theater bei Hans-Thies Lehmann, wofür er ein Stipendium der Hans-Böckler-Stiftung erhielt. Nach der Promotion 2002 bildete das Arbeitsamt ihn zum Werbetexter fort. 2003 startete Ulf Schmidt in einer Digitalagentur als Texter, später Creative Director und gewann zahlreiche nationale und internationale Kreativpreise. Seit 2012 arbeitet er als selbständiger Autor und Dramaturg.

## Arbeit
Über Ulf Schmidts Debütstück Heimspiel schrieb die taz: „Das Stück ist kurz, knackig und schmerzhaft. Es beginnt am Nullpunkt, am Ende der Kommunikation, dort, wo die Sprache in Beschimpfungen zurückgeschrumpelt ist.“ Der Text wurde 2002 zu den Werkstatttagen an das Deutsche Schauspielhaus in Hamburg, im Jahr 2003 zum Stückemarkt des Berliner Theatertreffens und zu den Mannheimer Schillertagen sowie 2007 zum „Blickwechsel“ an das Staatstheater Karlsruhe eingeladen und war für den Lenz-Preis 2003 nominiert. Die Uraufführung fand 2008 am Zimmertheater Tübingen statt. Eine weitere Inszenierung fand 2009 am Frankfurter Autorentheater statt.
Sein nächstes Stück Sich Gesellschaft leisten wurde – nach einer Voraufführung beim 9. Festival für neue Dramatik im Theater Halle7 in München – 2010 Theater Trier im Rahmen des Festivals „Maximierung Mensch“ uraufgeführt. Der Trierische Volksfreund fasst in der Kritik zusammen: „Statt Partnerschaften gibt es nur noch Kundenbeziehungen, Freunde und Familie werden zu wechselseitigen Dienstleistern, Sex und Hausarbeit sind per Leistungsverzeichnis nach Punktsystemen abzurechnen. Jeder Mensch eine kleine Ich-AG, optimiert durch Berater und Coaches, gnadenlos egoistisch im Kampf um die eigene Existenzsicherung.“ Der Dramaturg Olivier Garofalo verfasste darüber seine Masterarbeit mit dem Titel „Der regulierte Mensch in Ulf Schmidts Theatertext Sich Gesellschaft leisten“.
Größere mediale Aufmerksamkeit erlange Ulf Schmidt im November 2012, als er seinen Text Schuld und Schein. Ein Geldstück. auf der Auktionsplattform ebay Theatern zur Ersteigerung der Uraufführungsrechte anbot. Dafür baute Schmidt dem Stück eine eigene Internetseite, auf dem der Text kostenlos heruntergeladen und diskutiert werden kann. Den Zuschlag erhielt das Metropoltheater München, wo Schuld und Schein am 4. Juli 2013 Premiere hatte und seither erfolgreich (über 100 Vorstellungen, Stand 2022) läuft.
Für das Stück Der Marienthaler Dachs, das auf der soziologischen Studie Die Arbeitslosen von Marienthal von 1933 basiert, wählte Schmidt eine ungewöhnliche szenische und textliche Form: Es ist vom Autor vorgesehen, dass das Publikum sich frei zwischen verschiedenen, parallel bespielten Schauplätzen bewegt. Der Text ist auf einer über 20 Meter langen und 60 cm breiten Papierrolle mit Parallelhandlungen notiert. Für dieses Werk wurde Ulf Schmidt 2014 mit dem Autorenpreis des Heidelberger Stückemarkts ausgezeichnet.
Für die auf Othello von William Shakespeare basierenden Produktion Das Prinzip Jago wurde erstmals an einem öffentlichen Theater im deutschsprachigen Raum mit dem Modell des „Writers Room“ gearbeitet, wie er bei TV-Produktionen insbesondere in den USA zum Einsatz kommt. In gemeinsamer Arbeit konzipierte Schmidt mit seinen Ko-Autoren, dem Regisseur Volker Lösch, der Dramaturgin Vera Ring und dem Theaterautor Oliver Schmaering die Stückidee, sowie Handlung und Figuren, bevor dann – auch in enger Zusammenarbeit mit den Darstellern des uraufführenden Schauspiel Essen – der eigentliche Stücktext geschrieben wurde.
Artikel von Ulf Schmidt sind auf dem Theaterportal nachtkritik.de erschienen, so zur Blackfacing-Debatte, zum Stadttheater der Zukunft, sowie zuletzt die Vorschläge für „Writers Rooms“ an Stadttheatern und für ein „Agiles Theater“, die er während der Jahrestagung der Dramaturgischen Gesellschaft in Mannheim am 25. Januar 2014 der versammelten Stadttheater-Öffentlichkeit vorstellte. Darin argumentiert er für ein Theater, das sich der durch die Vernetzung und Digitalisierung herbeigeführten gesellschaftlichen Veränderungen kritisch stellt. Theater sei, so der zentrale Satz in Schmidts Vortrag, „ein Ort der Gesellschaft in der Gesellschaft, an dem sich in Gesellschaft über Gesellschaft ästhetisch reflektieren lässt.“
2013 und 2014 konzipierte, organisierte und moderierte er zusammen mit nachtkritik und der Heinrich-Böll-Stiftung die Konferenz Theater und Netz in Berlin.
Als Lehrbeauftragter war Ulf Schmidt unter anderem an der Hochschule für Musik und Theater Leipzig und an der Universität der Künste tätig. Er wird vom Verlag der Autoren in Frankfurt vertreten.
Zusammen mit dem Komponisten-Kollektiv Himmelfahrt Scores und der Steampunk-Band Coppelius entwickelte er die Rock-Oper Krabat für das Musiktheater im Revier, welche 2022 uraufgeführt wurde.
Von März 2020 bis Juni 2022 war Ulf Schmidt als Freiwilliger in der Corona-Ambulanz am Bundeswehrkrankenhaus Berlin tätig. 
Aber der Spielzeit 2025/26 übernimmt er die Positionen des Chefdramaturgen und Chefautors am Saarländischen Staatstheater.

## Werk

### Theaterstücke

#### Schauspiel
- Heimspiel, Verlag der Autoren, UA 2008 Zimmertheater Tübingen
- Sich Gesellschaft leisten, Verlag der Autoren, UA 2010 Theater Trier
- Der Marienthaler Dachs, Verlag der Autoren, UA September 2015 Volkstheater Wien, Regie: Volker Lösch
- Schuld und Schein, Verlag der Autoren, UA 2013, Metropoltheater München, Regie Jochen Schölch.
- Media Divina, fertiggestellt 2014.
- Das Prinzip Jago. Nach Motiven aus „Othello“ von William Shakespeare. Zusammen mit Volker Lösch, Vera Ring, Oliver Schmaering. UA Oktober 2016 am Schauspiel Essen. (Webseite des Schauspiel Essen mit PDF-Download des Stücks)[25]
- BONNOPOLY - Das WCCB, die Stadt und ihr Ausverkauf, UA September 2017 Kammerspiele Bonn[26], Regie: Volker Lösch Kritiken: Nachtkritik, Die Deutsche Bühne.
- Das Blaue Wunder. Zusammen mit Thomas Freyer. UA Januar 2019, Staatsschauspiel Dresden, Regie: Volker Lösch Kritiken: Nachtkritik, Mitteldeutscher Rundfunk, Die Deutsche Bühne.
- Berblinger.Schneider, Variationen über einen Freiheitstraum, Auftragswerk des Theaters Ulm. UA Oktober 2019 in Ulm, Regie: Karin Drechsel. Kritiken: Nachtkritik
- Angst, zusammen mit Lothar Kittstein, UA November 2021, Kammerspiele Bonn, Regie: Volker Lösch
- AufRuhr, zusammen mit Christine Lang, UA Dezember 2021, Schauspiel Essen, Regie: Volker Lösch
- Geld - Arbeit - Glück. Hundert Gelsenkirchener Perspektiven, Recherche-Projekt, UA Mai 2023, Kooperation zwischen dem Musiktheater im Revier und dem Consol Theater Gelsenkirchen.(PDF-Download der Ergebnis-Broschüre mit Interview-Auszügen)
- Geld oder Leben. Die Krankenhaus-Abrechnung, Juli 2024, Metropoltheater München, Regie Jochen Schölch. Kritiken: Nachtkritik, Die Deutsche Bühne.

#### Musiktheater
- Kennst du den Mythos...? Libretto für das Oratorium zum 111. Geburtstag von Schalke 04; Auftragswerk für das Musiktheater im Revier. UA September 2015 in der Veltins-Arena Gelsenkirchen.
- Stadt der Arbeit, Auftragswerk für das Musiktheater im Revier. UA Oktober 2021, Musiktheater im Revier Gelsenkirchen, Regie: Volker Lösch. Kritiken: Nachtkritik
- Krabat, Libretto für eine Steampunk-Oper nach dem Buch von Otfried Preußler; Auftragswerk für das Musiktheater im Revier. Musik von Coppelius und Himmelfahrt Scores. UA Juni 2022, Musiktheater im Revier Gelsenkirchen, Regie: Manuel Schmitt. Kritik: Die Deutsche Bühne.

### Weitere Veröffentlichungen (Auswahl)
- Ulf Schmidt: Metaphysischer Stillstand. Die Schrift, die Idee und der Tod bei Platon. In: Andreas Gelhard, Tanja Schulz, Ulf Schmidt (Hrsg.): Stillstellen. Medien – Aufzeichnung – Zeit. Schliengen 2003, ISBN 3-931264-72-6.
- Platons Schauspiel der Ideen. Das »geistige Auge« im Medien-Streit zwischen Schrift und Theater. Bielefeld 2006, ISBN 3-89942-461-1.
- Zeitform und Bewegungsform. Eine Metaphysik des rhythmos bei Platon. In: Patrick Primavesi, Simone Mahrenholz (Hrsg.): Geteilte Zeit. Zur Kritik des Rhythmus in den Künsten. Schliengen, 2005, ISBN 3-931264-71-8.
- Das Politische zurück ins Theater. Vortrag gehalten im Frankfurter Autorentheater am 3. Mai 2009.[27] PDF-Datei; 150 kB.
- It’s not the economy, stupid. In: Brennen ohne Kohle. Theater zwischen Niedergang und Aufbruch. (= Bildung und Kultur. Band 12). 2014, ISBN 978-3-86928-125-4, S. 9–17. (PDF-Datei; 1,9 MB)
- Warum so brutal - Tom Fontanas TV-Serie OZ und Dantes Göttliche Komödie. In: Polar #16: Kunst der Drastik. Campus Verlag, Frankfurt am Main 2014, ISBN 978-3-593-50108-6, S. 120–126. (PDF-Datei; 250 KB)
- Politisches und polytisches Theater. In: Theatrium 2/2017, Herausgegeben vom Thüringer Theaterverband, Seite 22–26. PDF-Download; 7,6 MB
- Kunst macht Arbeit. Zur Situation (noch) lebender Theaterautor*innen. In: Bundesverband Freie Darstellende Künste (Hrsg.): What's love got to do with it? Leidenschaft, Berufung und Entlohnung: Vom Wert der Arbeit in den freien darstellenden Künsten. Konzipiert vom Institute for Cultural Governance im Rahmen des Programmes „Systemcheck“ 2022, S. 40–46. (PDF-Download der Broschüre).

## Preise und Auszeichnungen
- 2002: Einladung vom Deutschen Literaturfonds zu den Werkstatttagen am Deutschen Schauspielhaus, Hamburg
- 2003: Nominierung für den Jakob-Michael Reinhold Lenz Preis mit Heimspiel
- 2003: Einladung zum „Stückemarkt des Berliner Theatertreffens“ mit Heimspiel
- 2003: Einladung zu den Internationalen Schillertagen Mannheim mit Heimspiel
- 2014: Preis der Wasserburger Theatertage „Beste Inszenierung“ für die Uraufführungs-Regie von Jochen Schölch Schuld und Schein[28]
- 2014: AutorenPreis des Heidelberger Stückemarkts für Der Marienthaler Dachs
- 2017: Einladung zum NRW-Theatertreffen 2017 mit Das Prinzip Jago
- 2020: Sonder-Stipendium der Senatsverwaltung für Kultur und Europa Berlin 2020
- 2021: Arbeits- und Recherchestipendium des Berliner Senats 2021 – Darstellende Künste / Tanz